# Marc Pauzet
Marc Pauzet, né le 22 juillet 1897 à Berson en Gironde où il est mort le 20 août 1985, est un homme politique français.

## Détail des fonctions et des mandats
Mandat parlementaire
- 26 avril 1959 - 23 septembre 1962 : Sénateur de la Gironde